# Ulrike Schmidt (Volleyballspielerin)
Ulrike Schmidt (* 30. März 1969 in Remscheid; heute Ulrike Koppers) ist eine ehemalige deutsche Volleyball- und Beachvolleyballspielerin.

## Karriere
Schmidt begann ihre aktive Laufbahn in der Halle 1983 bei der TG Roten Erde Schwelm und als Beachspielerin 1994. In der Halle spielte sie sehr erfolgreich für TV Hörde, USC Münster, TSG Tübingen und Bayer 04 Leverkusen. Mit dem USC Münster wurde sie dreimal Deutscher Meister, dreimal DVV-Pokalsieger und dreimal Europapokalsieger. Ihre größten Erfolge im Sand erreichte sie mit Maike Friedrichsen (1994–95) und mit Gudula Staub (1996–2000), mit der sie bei den Olympischen Spielen in Sydney Platz neun belegte. Mit Andrea Ahmann gewann Ulrike Schmidt bei den Europameisterschaften 2001 die Bronzemedaille. Im September 2004 beendete sie ihre Aktivitäten mit einem fünften Platz bei den Deutschen Beachvolleyballmeisterschaften in Timmendorfer Strand. Sie wurde vom Sportbund der Stadt Münster beim Ball des Sports 1995 als Sportlerin des Jahres ausgezeichnet. In den „ewigen“ Bestenlisten des Volleyballmagazins wurde sie 2007 zur wertvollsten Spielerin der letzten 20 Jahre in der deutschen Bundesliga gekürt.
Schmidt ist ausgebildete Diplomsportlehrerin, Sport- und Touristikmanagerin und besitzt die A-Trainerlizenz des DVV. Sie war für den DVV als Bundestrainerin für die Nachwuchsarbeit (männliche U18/U19) verantwortlich. Beim Westdeutschen Volleyball Verband (WVV) war sie bis 2016 Landesverbandstrainerin für den Bereich Beachvolleyball.